# Convention People's Party

partijvlag

De Convention People's Party (CPP) is de Ghanese nationale en pan-Afrikaanse partij die in 1949 door de Ghanese politicus Kwame N'krumah werd opgericht. De CPP ontstond uit de United Gold Coast Convention.
Van 1964 tot 1966 was de CPP de enige toegelaten politieke partij in Ghana. In 1966, na de militaire staatsgreep waarbij N'krumah ten val kwam, werd de CPP verboden. Sinds de invoering van de democratie in 1992 neemt de CPP weer deel aan de politiek.